# Aldo Bertocco
Aldo Bertocco (Mira, 7 de dezembro de 1911 — Toulouse, 9 de abril de 1990) foi um ciclista italiano naturalizado francês. Ele terminou em último lugar no Tour de France 1936.